# Wagan Grigorjan
Wagan Grigorjewicz Grigorjan (ros. Ваган Григорьевич Григорьян, ur. 1902 w miejscowości Karakond w Górskim Karabachu, zm. 1983) – radziecki dziennikarz i działacz partyjny narodowości ormiańskiej.

## Życiorys
Od 1920 w RKP(b), redaktor armeńskich gazet, później do 1924 kierownik Wydziału Prasy Komunistycznej Partii (bolszewików) Azerbejdżanu, 1924-1927 kierownik wydziału prasy rejonowego komitetu RKP(b) i zastępca kierownika Wydziału Prasy Moskiewskiego Komitetu RKP(b)/WKP(b). Od 1927 do lutego 1932 sekretarz, zastępca redaktora i redaktor gazety "Raboczaja Prawda", "Proletar", "Na rubieże Wostoka" (Tbilisi), 1933-1946 redaktor odpowiedzialny gazety "Zaria Wostoka", a 1946-1947 kierownik Wydziału Gazet Centralnych Zarządu Propagandy i Agitacji KC WKP(b). Od 1947 do 12 marca 1949 zastępca redaktora naczelnego gazety "Za procznyj mir, za narodnuju diemokratiju", od 12 marca 1949 do 16 kwietnia 1953 przewodniczący Komisji Polityki Zagranicznej KC WKP(b)/KPZR/Komisji KC KPZR ds. Kontaktów z Zagranicznymi Partiami Komunistycznymi KC KPZR, od 14 października 1952 do 2 marca 1954 zastępca członka KC KPZR, jednocześnie 1953-1954 kierownik sektora Ministerstwa Spraw Zagranicznych ZSRR, później pełnomocnik KC KPZR w Adżarskiej ASRR. Deputowany do Rady Najwyższej ZSRR 2 i 3 kadencji. Odznaczony Orderem Lenina i Orderem Czerwonego Sztandaru Pracy (7 lipca 1937).